# 京千高速动车组列车
京千高速动车组列车是中国铁路运行于首都北京市北京南站至浙江省省会杭州市下属淳安县千岛湖站间的高速动车组列车，自2019年1月5日起开行，由北京局集团北京客运段高铁一队担任客运乘务，列车全程运行1448公里，途经北京市、河北省、天津市、山东省、江苏省、安徽省、浙江省二市五省。其中北京南站至千岛湖站运行6小时6分，使用车次为G37次；千岛湖站至北京南站运行5小时30分，使用车次为G40次。

## 历史
2019年1月5日，全国铁路调整列车运行图，原运行于京杭间的G31/40次延长至千岛湖站始发终到。
2021年6月25日，配合京沪高铁运行图重排，本对列车车次改为G37/40次。

## 使用列车

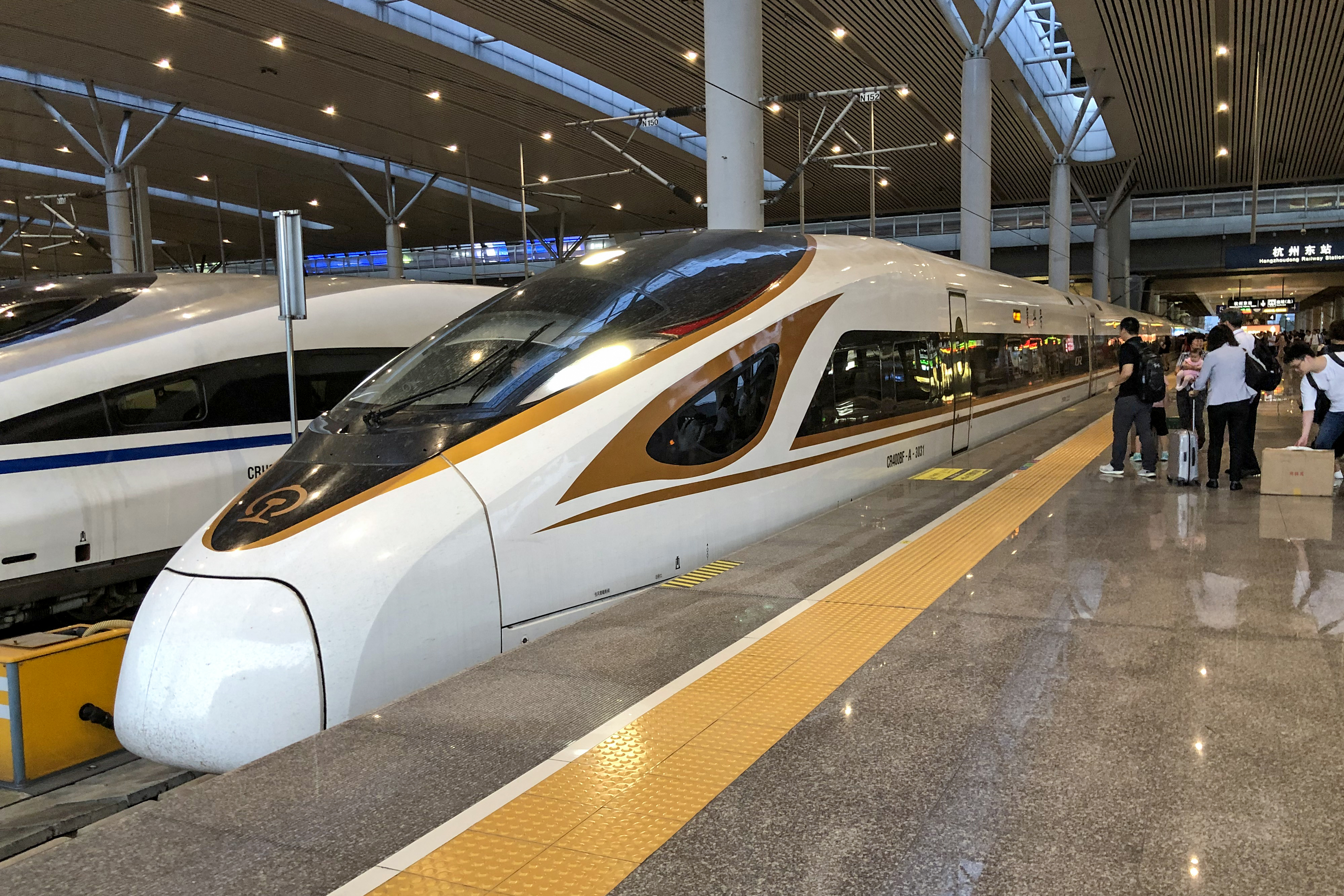
使用CR400BF-A的G40次列车驶入杭州东站5站台（2019年8月）

G37/40次列车使用配属北京局集团北京南动车运用所的CR400AF-B。